# Francisco Luis Grangel Mascarós
Francisco Luís Grangel Mascarós (Alcora, 1922 - Castelló de la Plana, 2007) és un polític valencià. Fou alcalde de l'Alcora de 1957 a 1967, i vicepresident de la Diputació Provincial de Castelló de 1961 a 1967, alcalde de Castelló de la Plana i procurador en Corts franquistes de 1967 a 1975, i president de la Diputació de Castelló de 1975 a 1979. Durant el seu mandat es va inaugurar la refineria del Grau, a la qual hi assistiren els ministres franquistes Laureà López Rodó, José Solís Ruiz i Gregorio López-Bravo.